# Anna Skowrońska-Łuczyńska
Anna Martyna Skowrońska-Łuczyńska (ur. 30 stycznia 1942 w Dębicy) – polska polityk, prawniczka i dyplomata, posłanka na Sejm II kadencji.
Ukończyła w 1964 studia na Wydziale Prawa Uniwersytetu Jagiellońskiego. Praktykowała jako radca prawny. Była posłanką II kadencji z listy Unii Demokratycznej, wybranym w okręgu gliwickim. W rządzie Jerzego Buzka z rekomendacji Unii Wolności objęła stanowisko wiceministra gospodarki. W 2001 została powołana na funkcję radcy handlowego i ministra pełnomocnego na Ukrainie.
W 2000 otrzymała Krzyż Kawalerski Orderu Odrodzenia Polski.